# Florencia Aimone
Florencia Aimone (født 23. november 1990) er en håndboldspiller fra Argentina. Hun spiller på Argentinas håndboldlandshold, og deltog under VM 2011 i Brasilien.